# Goti di Crimea

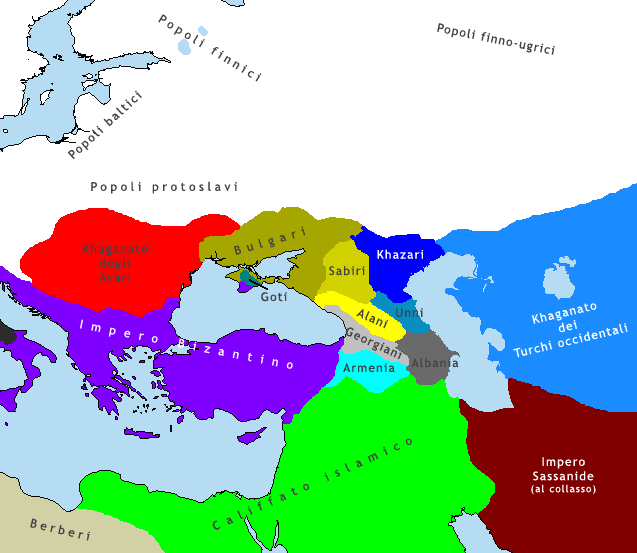
aree popolate dai Goti di Crimea nel 650 d.C., in verde acqua

I Goti di Crimea furono quelle tribù gotiche che non migrarono, rimanendo ad abitare le terre attorno al Mar Nero, specialmente la penisola di Crimea.

## Storia
Durante il periodo delle invasioni barbariche la Crimea subì prima l'invasione dei Goti nel 250, che si insediarono nella regione a nord delle montagne, lasciando sussistere a sud il Regno del Bosforo.
Secondo Herwig Wolfram, da quanto dice Giordane, gli Ostrogoti avevano un regno potente a nord del Mar Nero nel IV secolo, che gli Unni sconfissero durante il regno di Ermanarico (o Ermanrico; "re dei nobili") nella loro migrazione dalle steppe russe. Dopo la sconfitta gli Ostrogoti divennero vassalli degli Unni fino alla morte di Attila, quando si ribellarono riguadagnando l'indipendenza. Come gli Unni, i Goti di Crimea non riuscirono più a raggiungere la gloria passata.
Secondo Peter Heather e Michael Kulikowski gli Ostrogoti non esistettero fino al V secolo, quando nacquero dalla fusione di gruppi Goti e non-Goti. Altri gruppi di Goti potrebbero essere stati presenti in Crimea.
A cavallo tra il V ed il VI secolo i Goti di Crimea dovettero affrontare le orde di Unni che avevano ripreso la migrazione verso est, dopo aver perso il controllo del loro impero in Europa. Nel V secolo Teodorico il Grande tentò di reclutare i Goti di Crimea per la propria campagna in Italia, ma in pochi mostrarono interesse nell'operazione.

La Crimea nel XV secolo

All'inizio erano cristiani ariani come molti altri popoli gotici, per poi integrarsi nella chiesa romana trinitaria attorno al 500. Seguendo la divisione della Chiesa, questi popoli rimasero leali a Costantinopoli come parte della Chiesa cristiana ortodossa. Nell'VIII secolo Giovanni di Gotia, vescovo ortodosso, guidò una rivolta poi fallita contro il dominio dei Cazari.
Molti Goti di Crimea parlavano greco, e molti cittadini bizantini non-Goti erano insediati nella regione che il governo di Costantinopoli chiamava "Gothia". Un principato gotico costruito attorno alla fortezza di Doros (odierna Mangup), il principato di Teodoro, continuò ad esistere attraverso numerosi vassallaggi nei confronti di bizantini, Cazari, Kipchaki, Mongoli, Genovesi ed altri imperi fino al 1475, quando venne infine incorporato nel Khanato di Crimea e nell'Impero ottomano.
Gli stessi Goti di Crimea vennero assorbiti dai Greci nell'VIII secolo. Molte iscrizioni risalenti all'inizio del IX secolo ritrovate nella zona usano il termine "Goto" solo come nome proprio, non come etnonimo. Durante il Medioevo si diffusero in Europa leggende sull'esistenza di uno stato goto in Crimea. Nel XVI secolo Ogier Ghiselin de Busbecq disse di aver avuto una conversazione con due Goti di Costantinopoli. Tra le sue opere figura un dizionario gotico-latino con alcune parole simili all'antica lingua gotica. Non esistono altre fonti riguardo all'esistenza dei Goti di Crimea o circa la sopravvivenza della loro lingua. Apparentemente, il nome medievale germanico femminile Krimhilda è di origine gotica, essendo letteralmente traducibile in "Hilda di Crimea".